# Gre-No-Li

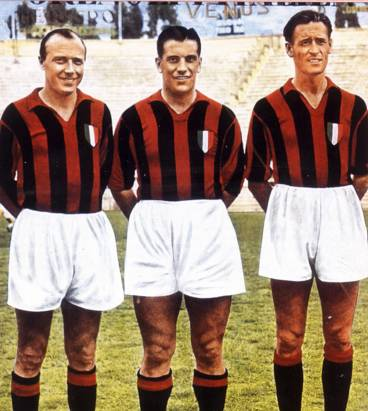
Gre-No-Li

Gre-No-Li is een samenstelling van de namen van drie Zweedse voetballers: Gunnar Gren, Gunnar Nordahl en Nils Liedholm. Zij vormden in de jaren vijftig een befaamd aanvalstrio bij AC Milan en het Zweedse elftal.
In 1948 leidde het trio Zweden naar het Olympische goud op de Olympische Spelen in Londen. Ook wonnen zij in 1951 samen de Italiaanse landstitel bij AC Milan. Liedholm en Nordahl wonnen deze nogmaals samen in 1955. In 1957 en 1959 won Liedholm de Italiaanse landstitel nogmaals, maar toen waren Gren en Nordahl beide al vertrokken.
Gunnar Nordahl was vijf seizoenen topscorer van de Serie A en staat anno 2016 derde in het all-time topscorers klassement van de Serie A.